# Grafenhausen
Grafenhausen település Németországban, azon belül Baden-Württembergben. Lakosainak száma 2318 fő (2023. december 31.).

## Népesség
| Lakosok száma | 1922 | 2254 | 2235 | 2235 | 2299 | 2318 |
|               | 1975 | 2017 | 2019 | 2021 | 2022 | 2023 |